# قنصور كوماروفي
قنصور كوماروفي (الاسم العلمي:Colutea komarovii) هو نوع من النباتات يتبع جنس القنصور من الفصيلة البقولية.